# Passiflora conzattiana
Passiflora conzattiana es una especie fanerógama de la familia Passifloraceae.

## Clasificación y descripción de la especie
Planta herbácea trepadora, con tallo delgado, cilíndrico a ligeramente anguloso y estriado longitudinalmente, tendiendo al color rojizo; peciolo de 0.8 a 2.5 cm de largo, densamente piloso, desprovisto de glándulas nectariales, hoja ampliamente deprimido-obovada en contorno general, de 2 a 5 cm de largo por 3 a 8.5 cm de ancho, con tres nervaduras principales manifiestas que terminan en pequeños mucrones, de consistencia membranácea; flores solitarias o agrupadas por pares sobre pedúnculos de hasta 2 cm de largo, brácteas ausentes; flores verdoso-blanquecinas o amarillo-verdosas; sépalos linearlanceolados de 0.8 a 1(1.2) cm de largo y 2 mm de ancho, trinervados; pétalos linearlanceolados, de 4 a 5 mm de largo y 1.5 mm de ancho; paracorola formada por una sola serie de alrededor de 20 filamentos liguliformes, de unos 4 mm de largo, de color morado en sus dos terceras partes inferiores, un poco más amplios y amarillentos en el tercio superior; anteras de alrededor de 2 mm de largo; estilos de unos 2 mm de largo, estigmas de 1.5 mm de diámetro; fruto elipsoide, de 5 a 6 cm de largo y 1 cm de diámetro, verde, pubescente a glabrescente; semillas ampliamente obcordadas a suborbiculares, de 1.5 a 2 mm de largo y ancho.

## Distribución de la especie
Esta especie se encuentra restringida al oriente de México, en los estados de Tamaulipas, San Luis Potosí, Querétaro, Hidalgo y Veracruz.

## Ambiente terrestre
Especie por lo general más bien escasa, que crece en bosques de encino, de encino y pino y mesófilos de montaña, en un rango altitudinal que va de los 900 a los 2000 m s.n.m. Florece y fructifica de mayo a agosto.

## Estado de conservación
No se encuentra bajo ningún estatus de protección.